# Pistolet Gyrojet
Pistolet Gyrojet – amerykański eksperymentalny pistolet strzelający rakietami kalibru 13 milimetrów.

## Opis
Był to eksperymentalny pistolet opracowany w latach 60. XX wieku. Zasilany był małymi rakietami kalibru 13 milimetrów, które zwiększały prędkość w locie. Pocisk wyposażony był w specjalne małe otworki, przez które wydostawały się gazy wylotowe, nadające pociskowi ruch obrotowy. Zastosowanie takiej amunicji pozwoliło uprościć budowę broni, na przykład niepotrzebny był mechanizm wyrzutu łusek. 
Szkielet broni składał się dwóch połówek odlewanych pod ciśnieniem. Pocisk rakietowy w czasie strzału w pierwszej fazie ruchu w lufie-prowadnicy napinał kurek. 
Wadami broni była bardzo mała celność oraz niska skuteczność na małych odległościach spowodowana niewielką prędkością wylotową. Natomiast zaletą był stosunkowo mały odrzut broni.